# Burg Landreville

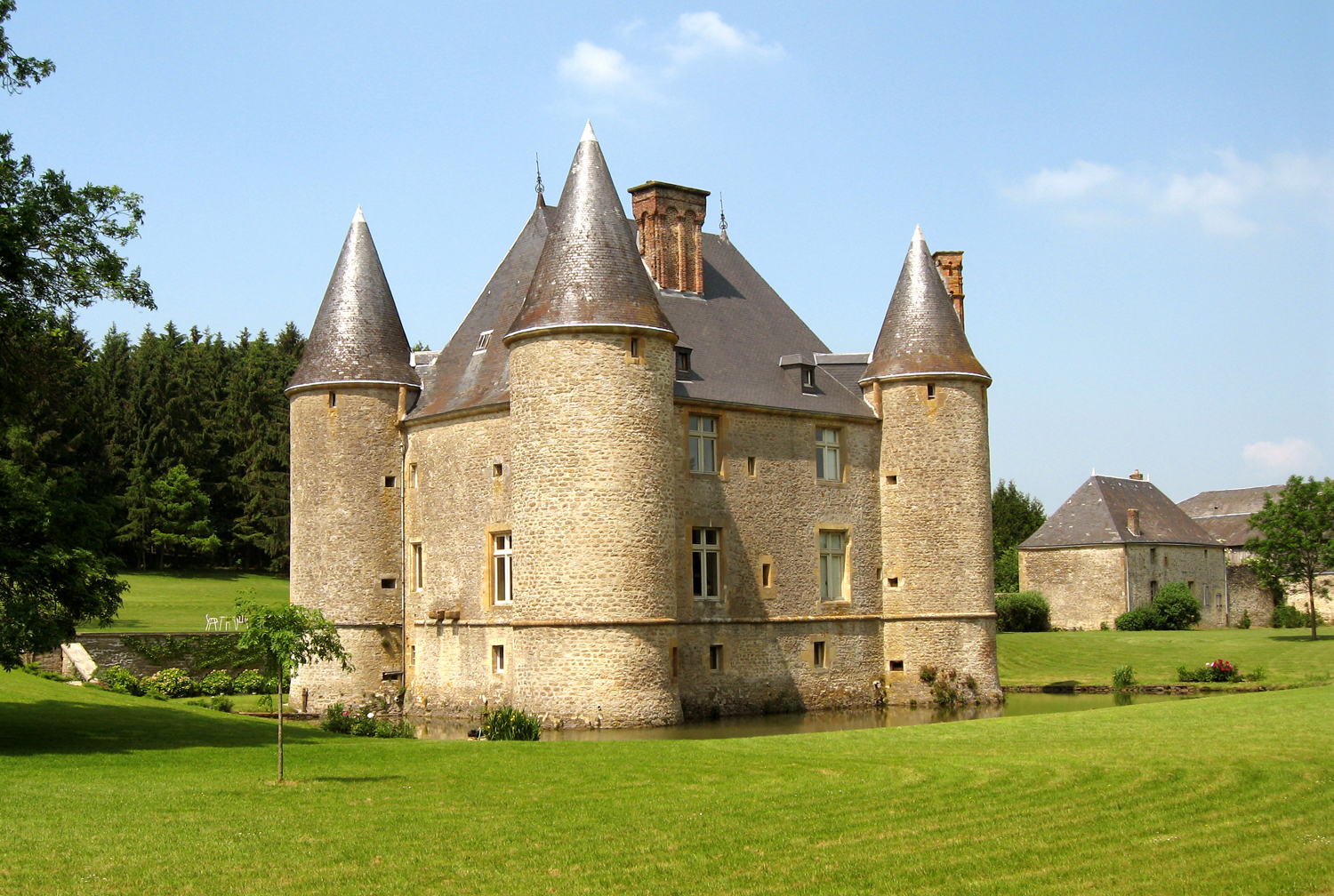
Südwestfassade der Burg Landreville

Die Burg Landreville (französisch: Château de Landreville) ist eine Wasserburg in der Gemeinde Bayonville im Département Ardennes in Frankreich. Sie ist ein Zeugnis der Militärarchitektur der Ardennen im 16. Jahrhundert und ein seltenes Beispiel für einen noch praktisch intakten Herrschaftssitz aus der Vorrenaissance.

## Geschichte
Auf dem Gelände eines Schlosses aus dem 12. Jahrhundert wurde die Burg zu Beginn des 13. Jahrhunderts erbaut und Mitte des 16. Jahrhunderts umgestaltet. Die in der Region Argonne Ardennaise liegende Burg ist ein rechteckiges „maison forte“ (Festes Haus), das von vier zylindrischen Türmen mit „Pfefferschoten“-Dächern flankiert wird, umgeben von wassergefüllten Gräben, mit einem sechs Hektar großen Park, Stallungen und zwei Pavillons. Die Burg wurde am 12. August 2006 vom französischen Kulturministerium als historisches Denkmal eingestuft. 
In seiner 800-jährigen Geschichte hat Landreville die Geschichte zahlreicher Familien miterlebt, darunter die Landrevilles, Grandprés, Chennerys, Beauvais, Maillarts und Meixmorons. Das Porträt von Claude François de Maillart, Seigneur et Marquis de Landreville, wurde um 1735 von Nicolas de Largillière gemalt.

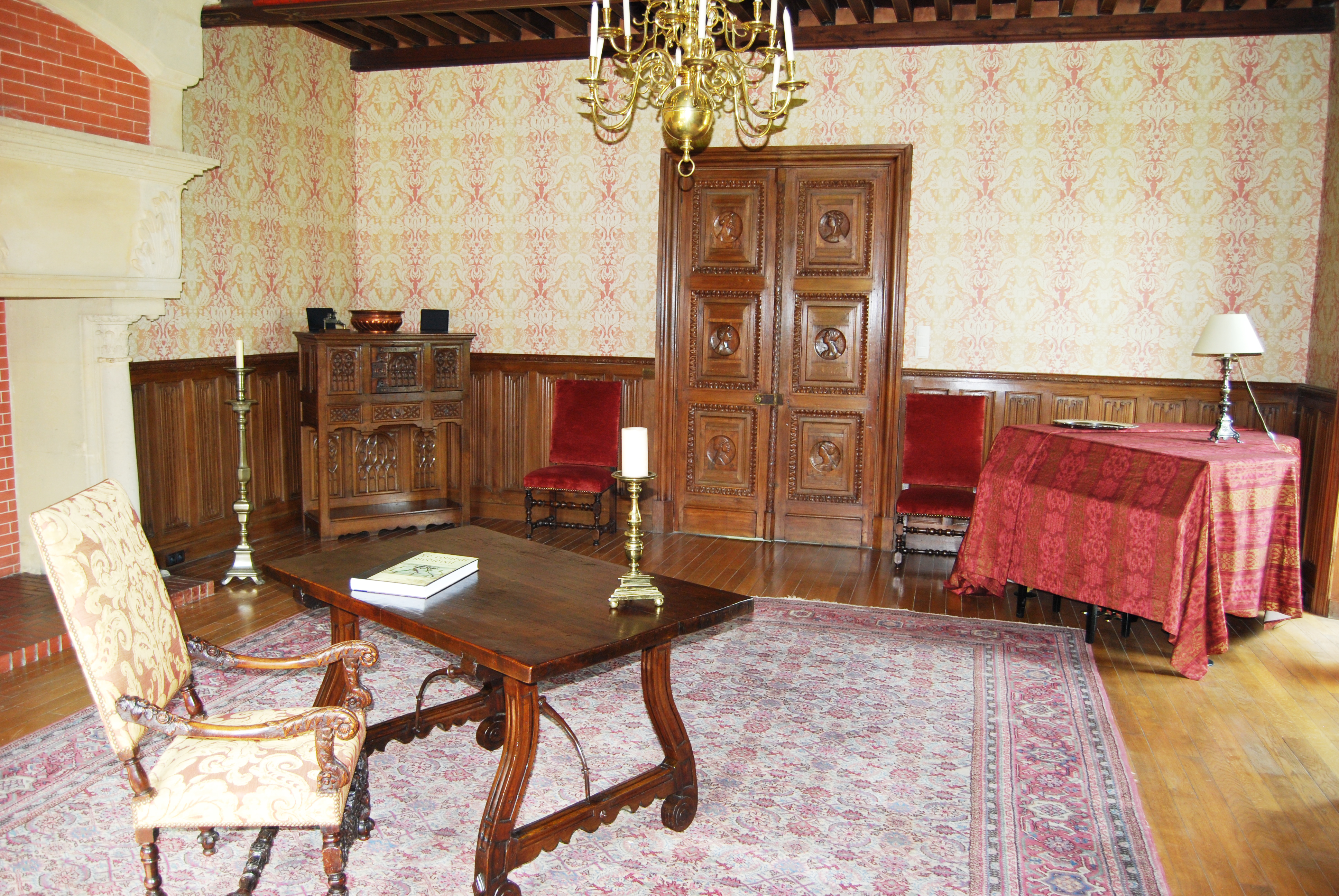
Salon Louis XIII der Burg

Burg Landreville ist weiterhin Privatbesitz.

## Beschreibung
Der Bau des heutigen Gebäudes geht auf die Mitte des 16. Jahrhunderts zurück, wobei die Jahreszahl 1567 auf einem der Schornsteine zu sehen ist. Der Grundriss des Gebäudes ist typisch für das 15. Jahrhundert, mit einem rechteckigen Haus, das von vier runden Türmen begrenzt wird. Der Wassergraben ist noch auf drei Seiten sichtbar.

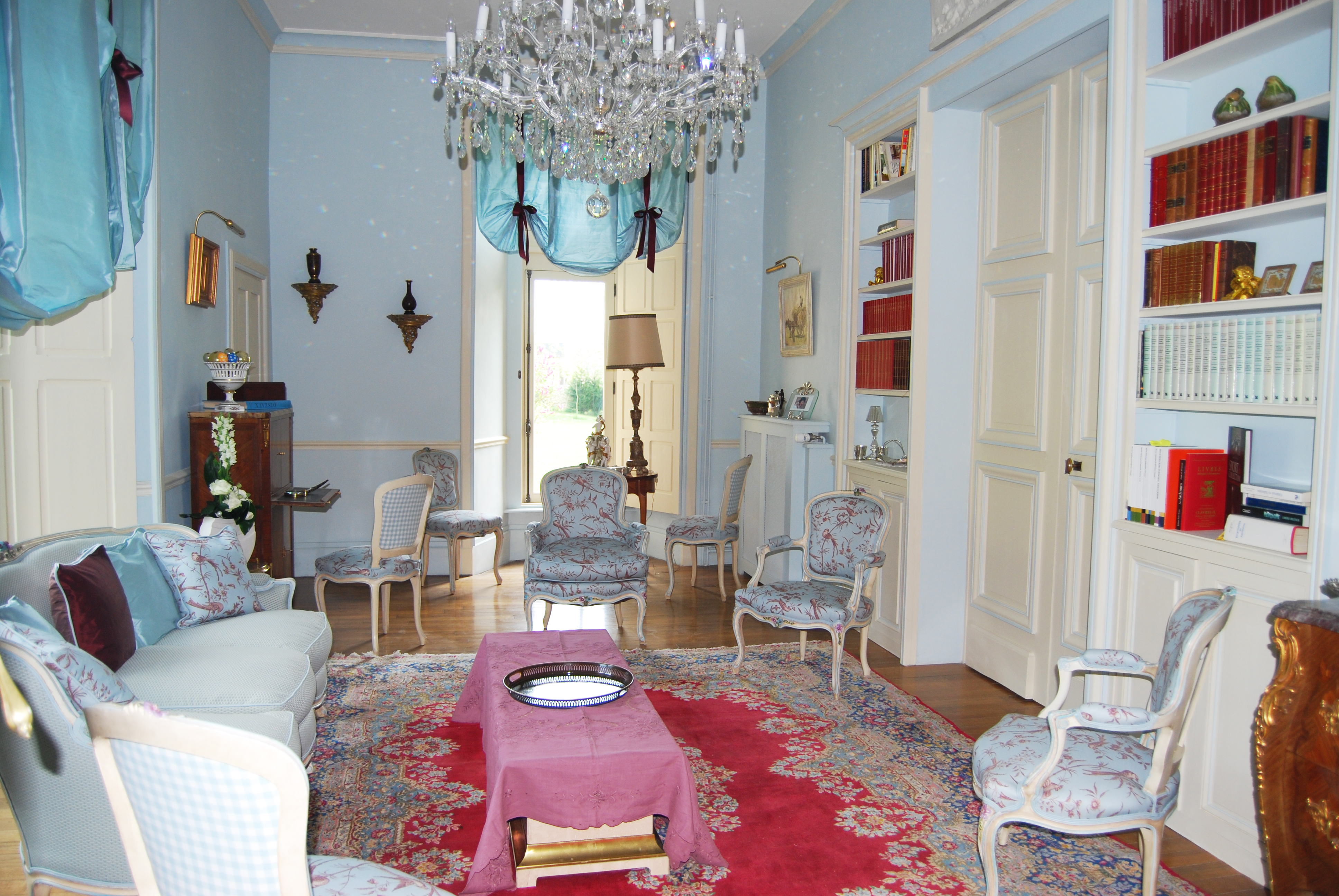
Boudoir

Auf drei Etagen sind rechteckige Schießscharten in die Türme eingelassen, um die vier Seiten zu schützen. Sie verfügen noch über die Stützbalken, die die Stabilisierung der Waffe ermöglichten.
Das Hauptportal ist mit Reliefs und Karyatidenstatuetten verziert, die für die französische Renaissance nach 1550 charakteristisch sind.
Die untere Etage ist vollständig in Stein gewölbt. In der Küche wird das Gewölbe wie üblich von einem einzigen Pfeiler in der Mitte getragen. In einem der Türme befindet sich eine Wendeltreppe. Die beiden Stockwerke weisen jeweils Decken und Kamine im französischen Stil auf. Die beiden Schornsteine im ersten Stockwerk wurden im 19. Jahrhundert teilweise verändert.
Die Gebäude, die das Schloss umgeben, sind alle jüngeren Datums. Das Haus des Verwalters trägt die Jahreszahl 1773. Ein symmetrisches Gebäude ist ein Anbau vom Ende des 19. Jahrhunderts. Damals wurden die Gebäude am südwestlichen Eingang des Schlosses zerstört. 

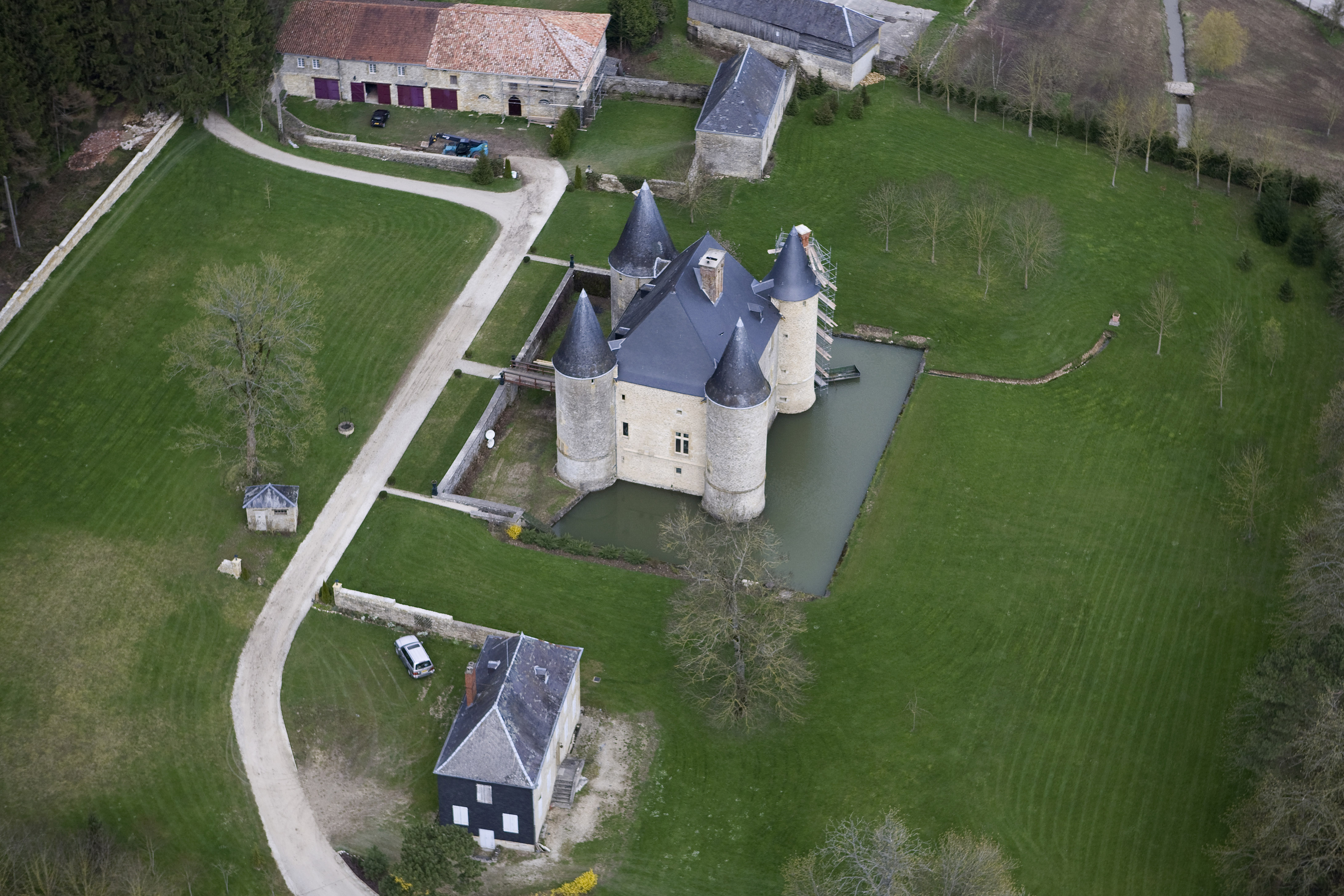
Luftaufnahme